# Кокари-Кроче ди Чачеро (Вибо Валенција)
Кокари-Кроче ди Чачеро је насеље у Италији у округу Вибо Валенција, региону Калабрија.
Према процени из 2011. у насељу је живело 42 становника. Насеље се налази на надморској висини од 433 м.